# Brittany Curran

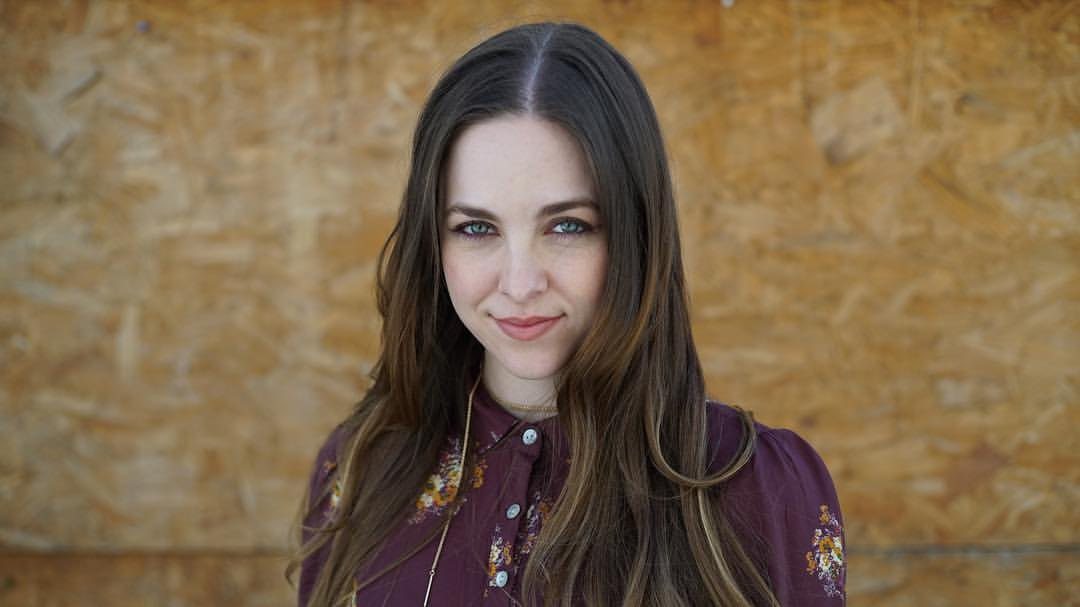
Brittany Curran, 2017

Brittany Curran (* 2. Juni 1990 in Weymouth, Massachusetts als Brittany Elizabeth Curran) ist eine US-amerikanische Schauspielerin.

## Leben und Karriere
Brittany Curran wurde am 2. Juni 1990 in Weymouth im US-Bundesstaat Massachusetts geboren. Bis zu ihrem dritten Lebensjahr wohnte sie zusammen mit ihrer Familie in Avon und zog dann nach Marstons Mills, einem Village in Barnstable, wo sie bis zur dritten Klasse die Marstons Mills East Elementary School besuchte. Dann zog sie nach Hingham und besuchte dort die William L. Foster Elementary School. Sie begann bereits früh mit der Schauspielerei, sie bekam Schauspielunterricht, besuchte ein Sommertheater und trat mehrfach im Ballettstück Der Nussknacker auf. So wurde sie schließlich entdeckt und spielte 2001 erste kleinere Rollen in den Fernsehserien MADtv und Power Rangers: Wild Force.
Es folgten mehrere Fernseh-Werbespots, unter anderem neben Eiskunstläuferin Michelle Kwan für Chevrolet sowie für KFC, die Campbell Soup Company und AT&T. 2004 spielte sie eine Hauptrolle im Kurzfilm Frenching und eine Gastrolle in der Comedyserie Complete Savages, bevor sie 2005 im Disney Channel Original Movie Die Eishockey-Prinzessin neben Jordan Hinson eine der Hauptrollen porträtierte. Für die Nickelodeon-Jugendserie Drake & Josh schlüpfte Curran in zwei Episoden der vierten Staffel in die Rolle von Drake Bells Freundin Carly. 2007 hatte sie eine kurze Sprechrolle im computeranimierten Familienfilm Monster House und übernahm mehrere Gastrollen in den beiden Serien Shark und Hotel Zack & Cody. Im Film R. L. Stine’s – Und wieder schlägt die Geisterstunde: Das Monster, das ich rief, der auf dem gleichnamigen Kinderbuch von R. L. Stine basiert, spielt sie neben Emily Osment, Cody Linley und Tobin Bell eine der Hauptrollen. 2008 übernahm sie im Direct-to-Video-Film Dog Gone die Rolle der Lilly und spielte zusammen mit Lucas Grabeel in der Indie-Filmkomödie High School Superhero mit, wo sie die weibliche Hauptrolle der Shelby innehatte. 2008 schlüpfte sie in einer Episode des Hotel-Zack-&-Cody-Spin-offs Zack & Cody an Bord in ihre alten Rolle als Chelsea Brimmer und hatte jeweils einen Gastauftritt in Ghost Whisperer – Stimmen aus dem Jenseits (2009) und in Criminal Minds (2012).
Ebenfalls 2009 war sie im Film Natürlich blond 3 – Jetzt geht’s doppelt weiter neben den Rosso-Zwillingen in der Hauptrolle der Tiffany zu sehen. Von 2009 bis 2011 spielte sie in der TNT-Dramedy-Serie Men of a Certain Age die Tochter von Ray Romanos Figur. Für diese Rolle wurde sie bei den Young Artist Awards 2011 in der Kategorie Beste Nebendarstellerin in einer Fernsehserie (Comedy oder Drama) nominiert. Von 2013 bis 2014 übernahm sie in der ABC-Family-Mysteryserie Twisted die Rolle der Phoebe Daly und in der NBC-Dramaserie Chicago Fire die Rolle der Katie Nolan.

## Filmografie (Auswahl)
- 2001: MADtv (Fernsehserie, Episode 7x08)
- 2001: Power Rangers: Wild Force (Fernsehserie, Episode 1x33)
- 2004: Frenching (Kurzfilm)
- 2004: Complete Savages (Fernsehserie, Episode 1x12)
- 2005: Die Eishockey-Prinzessin (Go Figure, Fernsehfilm)
- 2006–2007: Drake & Josh (Fernsehserie, 2 Episoden)
- 2007: Monster House (Stimme)
- 2007: Shark (Fernsehserie, Episode 1x20)
- 2007: R. L. Stine’s Und wieder schlägt die Geisterstunde: Das Monster, das ich rief (The Haunting Hour: Don’t Think About It)
- 2007: Hotel Zack & Cody (The Suite Life of Zack & Cody, Fernsehserie, 3 Episoden)
- 2008: Dog Gone (Direct-to-Video-Film)
- 2008: High School Superhero (The Adventures Of Food Boy)
- 2008: Zack & Cody an Bord (The Suite Life on Deck, Fernsehserie, Episode 1x09)
- 2009: Ghost Whisperer – Stimmen aus dem Jenseits (Ghost Whisperer, Fernsehserie, Episode 4x14)
- 2009: Natürlich blond 3 – Jetzt geht’s doppelt weiter (Legally Blondes)
- 2009–2011: Men of a Certain Age (Fernsehserie, 12 Episoden)
- 2012: Criminal Minds (Fernsehserie, Episode 8x08)
- 2013–2014: Twisted (Fernsehserie, 10 Episoden)
- 2013, 2018: Chicago Fire (Fernsehserie, 9 Episoden)
- 2015: ExitUs – Play It Backwards (Exeter)
- 2017–2020: The Magicians (Fernsehserie, 42 Episoden)
- 2020–2021: FraXtur (Fernsehserie, 8 Episoden)
- 2022: Aztec Warrior God, Emergence (Kurzfilm)